# Omar Lefosse
Omar David Lefosse (n. el 19 de octubre de 1969 en Buenos Aires) es un actor argentino. 

## Biografía
Entre los años 1983 y 1985 interpretó el personaje de ficción Palmiro Caballasca en el programa televisivo "Señorita maestra", emitido por Argentina Televisora Color (ATC). 
En 1988 interpretó el personaje de Cacho Avellaneda en el film "El profesor punk", protagonizado por el recordado actor Jorge Porcel y dirigido por Enrique Carreras. En 1989 trabajó en la coproducción Norman's Awesome Experience.

### Años 2000
En el año 2000, a sus 30 años, realizó una famosa publicidad de Supermercados Norte y Tia, volviendo a recordar a su personaje Palmiro Caballasca.
En el año 2004 tuvo trascendencia pública al aparecer en distintos medios periodísticos cuando uno de sus compañeros en la serie, el actor Julio Silva, quien interpretara al personaje de "Siracusa", murió a manos de un policía en un confuso asalto en un maxi-kiosco.
En el año 2008 apareció en la serie Todos contra Juan, haciendo de sí mismo.
Estudió teatro con Jorge Dorio y Ángela Rosales. Realizó varias obras independientes con el mismo director.
Hoy en día tiene su propio kiosco, ubicado en el barrio de Floresta, sobre la Avenida Segurola.